# Tirá para arriba
«Tirá para arriba» es una de las canciones más exitosas de la banda Miguel Mateos/ZAS, y un verdadero himno del rock en español de los años 1980. Fue la segunda pieza de Tengo que parar, su tercer álbum editado en 1984.
Mateos llega a la cima de las listas locales, al difundirse este tema por las radios nacionales y logran consagrarse él y la banda como grandes artistas de rock nacional. En su siguiente disco y primer álbum en vivo, Rockas Vivas, Mateos interpreta «Tirá para arriba» y logra un éxito aún muchísimo mayor.

## Lista de pistas
- «Tirá para arriba» (5:04)
- «Tengo que parar» (4:53)

## Músicos
- Miguel Mateos: voz principal y coros, sintetizadores y piano eléctrico.
- Eduardo Chino Sanz: guitarra eléctrica y coros.
- Raúl Chevalier: bajo y coros.
- Alejandro Mateos: batería y coros.